# Hội đồng Bộ trưởng Cuba khóa VI (2003–2008)
Hội đồng Bộ trưởng Cuba khóa VI được bầu tại phiên họp đầu tiên của Quốc hội Chính quyền Nhân dân diễn ra vào năm 2003.

## Thành viên
| Chức vụ                                              | Chức vụ                                                                     | Lãnh đạo                          | Lãnh đạo  | Ghi chú                                                  |
| Tiếng Việt                                           | Tiếng Tây Ban Nha                                                           | Người đứng đầu                    | Nhiệm kỳ  | Ghi chú                                                  |
| ---------------------------------------------------- | --------------------------------------------------------------------------- | --------------------------------- | --------- | -------------------------------------------------------- |
| Chủ tịch Hội đồng Bộ trưởng                          | Presidentes del Consejo de Ministros                                        | Fidel Castro Ruz                  | 2003-2008 | Kiêm nhiệm Bí thư thứ nhất Trung ương Đảng Cộng sản Cuba |
| Phó Chủ tịch thứ nhất Hội đồng Bộ trưởng             | Primer Vicepresidente de los Consejos de Ministros                          | Raul Castro Ruz                   | 2003-2008 | Đảm nhiệm Quyền Chủ tịch Hội đồng Bộ trưởng từ 2006      |
| Phó Chủ tịch Hội đồng Bộ trưởng                      | Vicepresidente de los Consejos de Ministros                                 | José Ramón Fernández Álvarez      | 2003-2008 |                                                          |
| Phó Chủ tịch Hội đồng Bộ trưởng                      | Vicepresidente de los Consejos de Ministros                                 | Osmany Cienfuegos Gorriarán       | 2003-2008 |                                                          |
| Phó Chủ tịch Hội đồng Bộ trưởng                      | Vicepresidente de los Consejos de Ministros                                 | Pedro Miret Prieto                | 2003-2008 |                                                          |
| Phó Chủ tịch Hội đồng Bộ trưởng                      | Vicepresidente de los Consejos de Ministros                                 | José Luis Rodríguez García        | 2003-2008 |                                                          |
| Phó Chủ tịch Hội đồng Bộ trưởng                      | Vicepresidente de los Consejos de Ministros                                 | Otto Rivero Torres                | 2004-2008 |                                                          |
| Thư ký Hội đồng Bộ trưởng và Ủy ban Điều hành        | Secretaría del Consejo de Ministros y de su Comité Ejecutivo                | Carlos Lage Dávila                | 2003-2008 |                                                          |
| Bộ trưởng Bộ Nông nghiệp                             | Ministros de la Agricultura                                                 | María del Carmen Pérez            | 2003-2008 |                                                          |
| Bộ trưởng Bộ Đường                                   | Ministros del Azúcar                                                        | Ulises Rosales del Toro           | 2003-2008 |                                                          |
| Bộ trưởng Bộ Ngoại thương                            | Ministros de Comercio Exterior                                              | Raúl de la Nuez Ramírez           | 2003-2008 |                                                          |
| Bộ trưởng Bộ Xây dựng                                | Ministros de la Construcción                                                | Fidel Fernando Figueroa de la Paz | 2003-2008 |                                                          |
| Bộ trưởng Bộ các Lực lượng Vũ trang Cách mạng        | Ministros de las Fuerzas Armadas Revolucionarias                            | Raúl Castro Ruz                   | 2003-2008 | Kiêm nhiệm Phó Chủ tịch thứ nhất Hội đồng Bộ trưởng      |
| Bộ trưởng Bộ Giáo dục                                | Ministros de Educación                                                      | Luis Ignacio Gómez Gutiérrez      | 2003-2008 |                                                          |
| Bộ trưởng Bộ Nội vụ                                  | Ministros del Interior                                                      | Abelardo Colomé Ibarra            | 2003-2008 |                                                          |
| Bộ trưởng Bộ Thông ting và Truyền thông              | Ministros de la Informática y las Comunicaciones                            | Ignacio González Planas           | 2003-2005 | Bãi nhiệm do tham nhũng                                  |
| Bộ trưởng Bộ Thông ting và Truyền thông              | Ministros de la Informática y las Comunicaciones                            | Ramiro Valdés Menéndez            | 2005-2008 |                                                          |
| Bộ trưởng Bộ Tư pháp                                 | Ministros de Justicia                                                       | Roberto Díaz Sotolongo            | 2003-2007 | Bãi nhiệm                                                |
| Bộ trưởng Bộ Tư pháp                                 | Ministros de Justicia                                                       | María Esther Reus González        | 2007-2008 |                                                          |
| Bộ trưởng Bộ Ngoại giao                              | Ministros de Relaciones Exteriores                                          | Felipe Pérez Roque                | 2003-2008 |                                                          |
| Bộ trưởng Bộ Y tế công cộng                          | Ministros de Salud Pública                                                  | Damodar Peña Pentón               | 2003-2005 |                                                          |
| Bộ trưởng Bộ Y tế công cộng                          | Ministros de Salud Pública                                                  | José Ramón Balaguer Cabrera       | 2005-2008 |                                                          |
| Bộ trưởng Bộ Giao thông                              | Ministros de Transporte                                                     | Carlos Manuel Pazo Torrado        | 2003-2006 |                                                          |
| Bộ trưởng Bộ Giao thông                              | Ministros de Transporte                                                     | Jorge Luis Sierra Cruz            | 2006-2008 |                                                          |
| Bộ trưởng Bộ Nội thương                              | Ministros de Comercio Interior                                              | Bárbara Castillo Cuesta           | 2003-2006 |                                                          |
| Bộ trưởng Bộ Nội thương                              | Ministros de Comercio Interior                                              | Marino Alberto Murilo Jorge       | 2006-2008 |                                                          |
| Bộ trưởng Bộ Công nghiệp Thực phẩm                   | Ministros de la Industria Alimentaria                                       | Alejandro Roca Iglesias           | 2003-2008 |                                                          |
| Bộ trưởng Bộ Công nghiệp Nhẹ                         | Ministros de la Industria Ligera                                            | Estela Domínguez Ariosa           | 2003-2005 |                                                          |
| Bộ trưởng Bộ Công nghiệp Nhẹ                         | Ministros de la Industria Ligera                                            | José Silvano Hernández Bernárdez  | 2005-2008 |                                                          |
| Bộ trưởng Bộ Công nghiệp Thủy sản                    | Ministros de la Industria Pesquera                                          | Alfredo López Valdés              | 2003-2008 |                                                          |
| Bộ trưởng Bộ Công nghiệp Kim loại                    | Ministros de la Industria Sideromecánica                                    | Fernando Acosta Santana           | 2003-2008 |                                                          |
| Bộ trưởng Bộ Công nghiệp Cơ bản                      | Ministros de la Industria Básica                                            | Marcos Portal León                | 2003-2004 |                                                          |
| Bộ trưởng Bộ Công nghiệp Cơ bản                      | Ministros de la Industria Básica                                            | Yadira García Vera                | 2004-2008 |                                                          |
| Bộ trưởng Bộ Văn hóa                                 | Ministros de Cultura                                                        | Abel Prieto Jiménez               | 2003-2008 |                                                          |
| Bộ trưởng Bộ Giáo dục Đại học                        | Ministros de Educación Superior                                             | Fernándo Vecino Alegret           | 2003-2005 |                                                          |
| Bộ trưởng Bộ Giáo dục Đại học                        | Ministros de Educación Superior                                             | Juan Vela Valdés                  | 2005-2008 |                                                          |
| Bộ trưởng, Thống đốc Ngân hàng Trung ương Cuba       | Ministro-Presidente Banco Central de Cuba                                   | Francisco Soberón Valdés          | 2003-2008 |                                                          |
| Bộ trưởng Bộ Đầu tư nước ngoài và Hợp tác Kinh tế    | Ministro de la Inversión Extranjera y la Colaboración Económica             | Marta Lomás Morales               | 2003-2008 |                                                          |
| Bộ trưởng Bộ Kinh tế và Kế hoạch                     | Ministro de Economía y Planificación                                        | José Luis Rodríguez García        | 2003-2008 |                                                          |
| Bộ trưởng Bộ Lao động và An sinh Xã hội              | Ministros de Trabajo y Seguridad Social                                     | Alfredo Morales Cartaya           | 2003-2008 |                                                          |
| Bộ trưởng Bộ Tài chính và Giá cả                     | Ministros de Finanzas y Precios                                             | Georgina Barreiro Fajardo         | 2003-2008 |                                                          |
| Bộ trưởng Bộ Khoa học, Công nghệ và Môi trường       | Ministros de Ciencia, Tecnología y Medio Ambiente                           | Rosa Elena Simeón Negrín          | 2003-2004 |                                                          |
| Bộ trưởng Bộ Khoa học, Công nghệ và Môi trường       | Ministros de Ciencia, Tecnología y Medio Ambiente                           | Fernando González Bermúdez        | 2004-2008 |                                                          |
| Bộ trưởng Bộ Du lịch                                 | Ministros de Turismo                                                        | Ibrahim Ferradaz                  | 2003-2004 |                                                          |
| Bộ trưởng Bộ Du lịch                                 | Ministros de Turismo                                                        | Manuel Marrero Cruz               | 2004-2008 |                                                          |
| Chủ tịch Viện Thể thao, Thể dục và Giải trí Quốc gia | Presidente de Instituto Nacional de Deportes, Educación Física y Recreación | Humberto Rodríguez González       | 2003-2005 |                                                          |
| Chủ tịch Viện Thể thao, Thể dục và Giải trí Quốc gia | Presidente de Instituto Nacional de Deportes, Educación Física y Recreación | Julio Christian Jiménez Molina    | 2005-2008 |                                                          |
| Chủ tịch Viện Radio và Truyền hình Cuba              | Presidente de Instituto Cubano de Radio y Televisión                        | Ernesto López Domínguez           | 2003-2008 |                                                          |
| Chủ tịch Viện Kho dự trữ Quốc gia                    | Presidente de Instituto Nacional de Reservas Estatales                      | Moisés Sio Wong                   | 2003-2008 |                                                          |
| Chủ tịch Viện Hàng không Dân dụng Quốc gia Cuba      | Presidente de Instituto de Aeronáutica Civil de Cuba                        | Rogelio Acevedo González          | 2003-2008 |                                                          |
| Chủ tịch Viện Thủy lợi Quốc gia                      | Presidente de Instituto Nacional de Recursos Hidráulicos                    | Jorge Luis Aspiolea Roig          | 2003-2007 | Bãi bỏ Viện                                              |
| Bộ trưởng Bộ không Bộ                                | Ministros de gobierno                                                       | Ricardo Cabrisas Ruiz             | 2003-2008 |                                                          |
| Bộ trưởng Bộ không Bộ                                | Ministros de gobierno                                                       | Wilfredo López Rodríguez          | 2003-2005 |                                                          |